# Nihat Erim

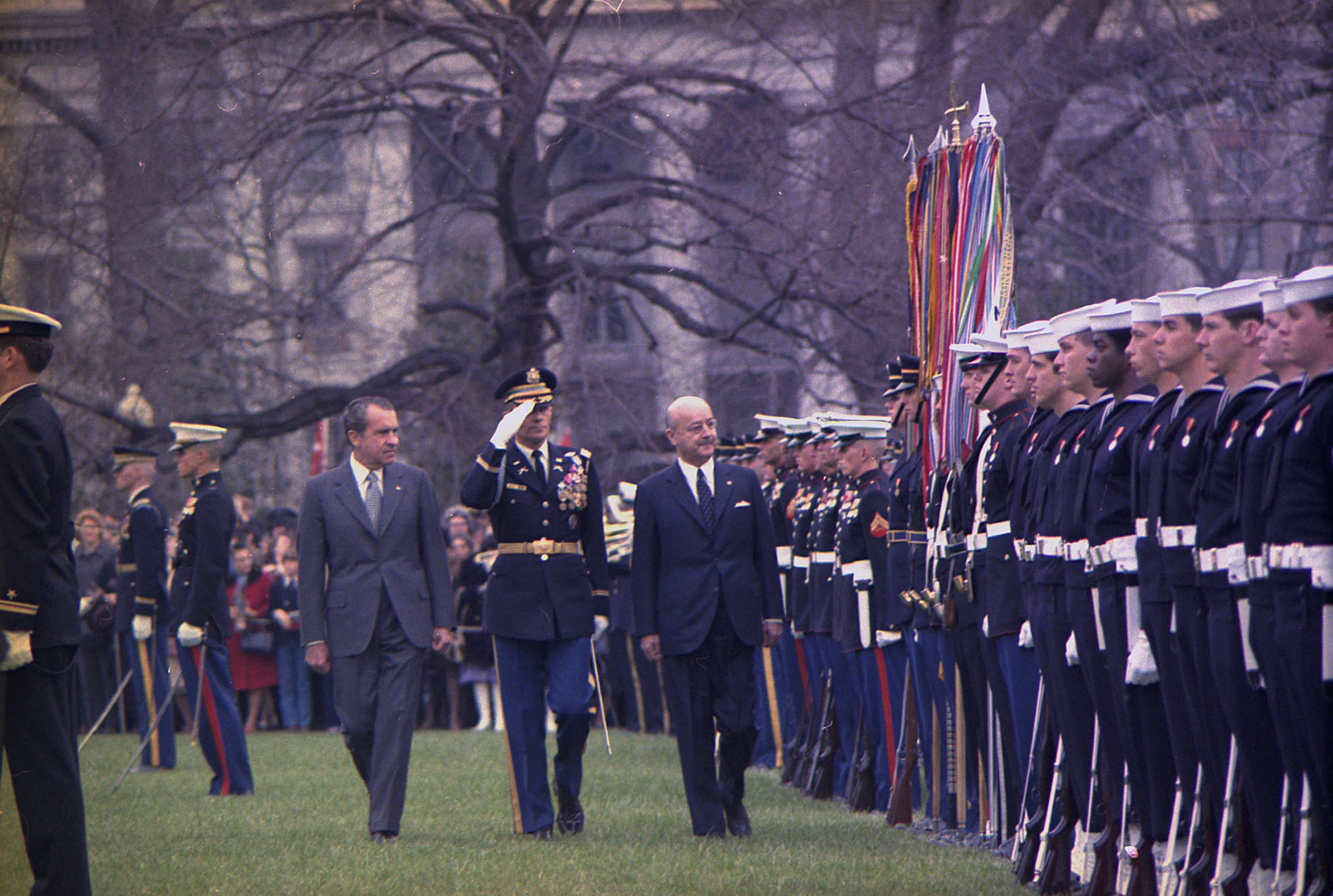
Nihat Erim und US-Präsident Nixon

İsmail Nihat Erim (* 30. November 1912 in Kandıra; † 19. Juli 1980 in Istanbul) war ein türkischer Jurist und Politiker. Von einer Militärjunta wurde er 1971 als Ministerpräsident der Türkei eingesetzt.
Erim machte sein Abitur am Galatasaray-Gymnasium. Er absolvierte ein Studium der Rechtswissenschaften an der Universität Istanbul. Seine Doktorarbeit in Jura schrieb er in Paris. Im Jahre 1939 wurde er Doçent und lehrte Staatsrecht an der Universität Ankara. 1941 wurde er zum Ordentlichen Professor ernannt. Von 1945 bis 1950 war er Abgeordneter der Großen Türkischen Nationalversammlung für die Republikanische Volkspartei (CHP). Nach 1946 wurde Erim Minister und später stellvertretender Ministerpräsident. Nach 1950 war er Chefredakteur der Parteizeitung Ulus. Von 1953 bis 1955 gab er die Zeitungen Yeni Ulus und die Halkçı Gazetesi heraus. 1961 kehrte er ins Parlament zurück und wurde nach dem Militärputsch von 1971 Ministerpräsident. Dafür musste er aus der CHP austreten. Seine zwei Regierungen bis 1972 dauerten etwa eineinhalb Jahre. Diese Zeit markiert den Beginn einer krisenhaften Ära in der Geschichte der Türkei, die noch lange andauern sollte. Bis 1977 war er Mitglied im Senat.
Nihat Erim wurde am 19. Juli 1980 in Istanbul durch Mitglieder der Devrimci Sol erschossen.

## Werke
- İsmail Nihat Erim: Le Positivisme juridique et le droit international. Paris 1939, S. 338 (französisch).